# Allau humana de la muntanya Meron
L'allau humana a la muntanya Merón fou una caterva humana que va tenir lloc en la matinada del 30 d'abril de 2021 a la muntanya Merón, al nord d'Israel, durant el multitudinari pelegrinatge anual de la festivitat jueva de Lag ba-Ómer. Almenys 45 persones van morir en l'incident (38 a l'acte) i unes 150 van resultar ferides, moltes d'elles de gravetat. Es tracta del pitjor desastre de la història d'Israel.
Segons testimonis, al voltant de la una de la matinada unes 1.000 persones que estaven creuant un camí estret de la muntanya, directament per sobre de la sortida del recinte on es duien a terme les celebracions, van caure sobre les persones que sortien del recinte cap a un passadís de terra metàl·lic. L'aixafament es va produir quan aquestes persones, durant la fugida, van relliscar sobre les escales de pedra a la sortida del passadís, produint l'efecte d'un coll d'ampolla. Segons fonts del govern, l'aglomeració de persones dins el recinte va superar amb escreix l'aforament del lloc.
L'esdeveniment anual de la muntanya Merón, un lloc de significat especial en la tradició religiosa jueva, atreu a desenes de milers de pelegrins ultraortodoxos cada any. El 29 d'abril de 2021, després d'un llarg període d'esdeveniments religiosos limitats per la pandèmia de COVID-19, es van ajuntar uns 100.000 religiosos per a la celebració anual entorn de la tomba del rabí Ximon bar Yohaï, que segons la tradició jueva està enterrat en aquest lloc.

## Antecedents

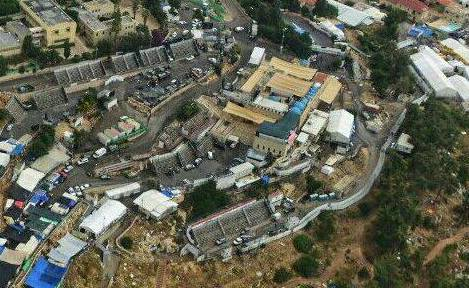
Preparatius de la policia per a celebració de Shimon bar Yochai a la Muntanya Meron, al maig de 2016

Molts jueus, la majoria jueus Haredi, tradicionalment es reuneixen pel Lag Ba'omer a la tomba del tanaíta del segle II Ximon bar Yohaï, a la Muntanya Meron, per dansar i encendre fogueres. El 2020, Israel va restringir la peregrinació a causa de la pandèmia de COVID-19. El Govern d'Israel va permetre la peregrinació el 2021 i va dispensar el límit de 1.000 participants a causa del COVID-19, com a part d'un acord amb funcionaris del Ministeri de Serveis Religiosos, que exigia que els participants anessin vacunats contra el coronavirus. L'esdeveniment va ser el més gran realitzat a Israel des de l'inici de la pandèmia el 2020.
A part d'això, per primera vegada en 13 anys, la celebració a la Muntanya Meron es va fer entre dijous i divendres, i la celebració va ser limitada a un màxim de 14 hores, quan tres fogueres fossin enceses al mateix temps cadascuna per un Rebe, amb aproximadament tres mil persones en cada foguera. El lloc estava limitat a 10.000 persones, però n'havien arribat aproximadament 100.000, més que la multitud restringida el 2020, però menys que els centenars de milers de persones d'anys anteriors.
No va ser la primera vegada que pelegrins a la Muntanya Meron morissin en un accident: el 15 de maig de 1911, onze persones van morir quan una multitud de prop de 10.000 persones va omplir el complex i una tribuna d'un mirador. Prop de 100 persones van caure d'una altura de prop de 7,6 metres; set van morir en el lloc i altres quatre en els següents dies de l'incident. 40 persones van resultar ferides.
Un informe de 2008 realitzat pel Controlador de l'Estat d'Israel va concloure que el lloc no és adequat per a la quantitat de visitants anuals. Després del relatori de 2011, l'estat va declarar que assumiria el control del lloc, però la mesura es va revertir el 2020.